# Jun’ya Suzuki (Fußballspieler, Mai 1996)
Jun’ya Suzuki (japanisch 鈴木 順也 Suzuki Jun’ya; * 2. Mai 1996 in der Präfektur Tochigi) ist ein japanischer Fußballspieler.

## Karriere
Suzuki erlernte das Fußballspielen in der Schulmannschaft der Kiryu Daiichi High School und der Universitätsmannschaft der Risshō-Universität. Seinen ersten Vertrag unterschrieb er 2019 bei Thespakusatsu Gunma. Der Verein spielte in der dritthöchsten Liga des Landes, der J3 League. 2019 wurde er mit dem Verein Vizemeister der dritten Liga und stieg in die J2 League auf. Für den Verein aus Kusatsu absolvierte er insgesamt neun Dritt- und Zweitligaspiele. Im Januar 2021 wechselte er zum Drittligisten Gainare Tottori. Nach drei Spielzeiten, in denen er 92 Ligaspiele bestritt, wechselte er im Januar 2024 zum ebenfalls in der dritten Liga spielenden FC Ryūkyū.